# فهرست شهرستان‌های رود آیلند

فهرست شهرستان‌های رود آیلند (به انگلیسی: List of counties in Rhode Island)
| نام شهرستان                 | مرکز شهرستان              | تأسیس | جمعیت   | مساحت                              | نقشه |
| --------------------------- | ------------------------- | ----- | ------- | ---------------------------------- | ---- |
| شهرستان بریستول، رود آیلند  | بریستول، رود آیلند        | ۱۷۴۷  | ۴۹٬۸۷۵  | ۲۴ مایل مربع (۶۲ کیلومتر مربع)     |      |
| شهرستان کنت، رود آیلند      | ایست گرینویچ، رود آیلند   | ۱۷۵۰  | ۱۶۶٬۱۵۸ | ۱۶۸ مایل مربع (۴۴۰ کیلومتر مربع)   |      |
| شهرستان نیوپورت، رود آیلند  | نیوپورت، رود آیلند        | ۱۷۰۳  | ۸۲٬۸۸۸  | ۱۰۲ مایل مربع (۲۶۰ کیلومتر مربع)   |      |
| شهرستان پراویدنس، رود آیلند | پراویدنس                  | ۱۷۰۳  | ۶۲۶٬۶۶۷ | ۴۰۹ مایل مربع (۱٬۰۶۰ کیلومتر مربع) |      |
| شهرستان واشینگتن، رود آیلند | کینگستون جنوبی، رود آیلند | ۱۷۲۹  | ۱۲۶٬۹۷۹ | ۳۲۹ مایل مربع (۸۵۰ کیلومتر مربع)   |      |